# Donald May
Pour les articles homonymes, voir May.
Donald Adam May, né le 22 février 1929 à Chicago (États-Unis), et mort le 28 janvier 2022 à Kent (New York), est un acteur américain.

## Biographie
Après un premier mariage duquel sont issus deux enfants, Donald May s'est marié avec l'actrice Carla Borelli (en).

## Filmographie partielle

### Au cinéma
- 1964 : Un mari à tout faire (Kisses for My President) de Curtis Bernhardt
- 1964 : Les Pas du tigre
- 1966 : Demain des hommes (Follow Me, Boys!) de Norman Tokar

### À la télévision
- 1978 : L'Île fantastique (Fantasy Island, 1 épisode)
- 1983 : Shérif, fais-moi peur (The Dukes of Hazzard) (série télévisée, saison 5, épisode 19 "Le raccourci le plus long") : Petey Willis
- 1984 : Dallas (1 épisode)
- 1985 : Falcon Crest (Sous le signe du faucon au Québec) (série télévisée, 3 épisodes)
- 1993 : La Loi de Los Angeles (L.A. Law, 1 épisode)